# Marco Zullo
Marco Zullo (Verona, 29 ottobre 1978) è un politico italiano, europarlamentare dal 2014 al 2024.

## Biografia

### Istruzione e formazione
Nel 1997 ha conseguito il diploma di maturità presso il liceo scientifico di Villafranca di Verona, dopo il quale si è iscritto presso l'università degli studi di Padova dove ha conseguito, nel 2005, la laurea triennale in ingegneria dell'automazione. Dopo aver svolto diverse attività lavorative, dal 2014 è product manager presso una multinazionale che opera nel campo dei quadri elettrici e degli accessori per la distribuzione dell'energia elettrica.

### Attività politica

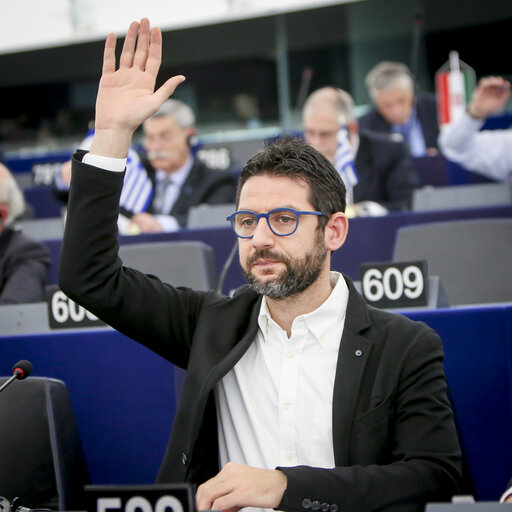
Marco Zullo durante una votazione al Parlamento Europeo

Alle elezioni europee del 2014 viene eletto europarlamentare per il Movimento 5 Stelle, per il quale era candidato nella circoscrizione Italia nord-orientale. È stato rieletto alle elezioni europee del 2019 nella stessa circoscrizione.
Da un punto di vista degli intenti politici, Zullo ha dichiarato di essere contrario all'assoggettamento "delle politiche nazionali, regionali, e comunali ai dettami decisi dal Parlamento europeo" e favorevole a un'Europa che sia "realmente la somma dei territori che la compongono". A tal fine, dichiara di perseguire tre punti:
- sovranità monetaria, con sottrazione della moneta alle banche private[3];
- sovranità alimentare, attraverso la promozione dell'agricoltura biologica e No OGM[3];
- sovranità energetica, da garantire attraverso "una rete diffusa di produttori locali di energia sostenibile"[3];

All'interno dell'europarlamento, è membro delle seguenti iniziative:
- AGRI: Commissione per l'agricoltura e lo sviluppo rurale[4]
- D-ME: Delegazione alla commissione parlamentare di stabilizzazione e di associazione (SAPC) UE-Montenegro[4].

Si ricandida alle elezioni europee del 2019 risultando il primo degli eletti del M5S nel Nord-Est con 16.046 preferenze.
Il 10 marzo 2021 l'europarlamentare lascia il Movimento 5 Stelle ed aderisce al gruppo Renew Europe ma non si ricandida alle europee del 2024.